# Bruno Zevi
Pour les articles homonymes, voir Zevi.
Bruno Zevi, né le 22 janvier 1918 à Rome et mort le 9 janvier 2000 dans la même ville, est un architecte, historien de l'art, critique d'art et théoricien de l'architecture italien. Il est particulièrement connu pour ses prises de positions en faveur de l'architecture moderne, et en particulier de l'architecture organique de Frank Lloyd Wright.

## Biographie
Bruno Zevi naît dans une famille juive bourgeoise. En 1934, il entre au prestigieux lycée Torquato Tasso à Rome, et s'entoure d'un important groupe d'amis, dont certains deviendront des grandes figures de la lutte antifasciste comme Mario Alicata et Paolo Alatri. Il côtoie également Ruggero Zangrandi et Vittorio Mussolini. Il écrit pour des revues étudiantes et s'engage contre le fascisme, en organisant et participant à des rassemblements et des manifestations, vite interdits par la police.
En 1936, il entre à la faculté d'architecture de Rome. Les lois antisémites promulguées par Mussolini le contraint à émigrer en 1939, d'abord à Londres, puis aux États-Unis. En 1940, il épouse Tullia Calabi, journaliste et écrivaine qui prendra la tête de l'UCEI à partir de 1987.
Après un bref passage de six mois à Cambridge, il intègre la Harvard Graduate School of Design, alors dirigée par Walter Gropius. Avec d'autres camarades, il critique ouvertement l'enseignement de ce dernier en envoyant un manifeste au doyen de l'université, où ils déclarent : « notre but est de transformer l’enseignement tiède de l'architecture moderne à la mode en une lutte pour une révolution dans le monde de l’architecture ». Il obtient son diplôme en 1942.
Il rentre à Rome à la fin de la guerre, en 1944. Il intègre le Parti d'action et continue la lutte antifasciste, en contribuant au développement d'une troisième voie politique, un socialisme fédéral qui peine à exister en Italie entre la droite catholique et la gauche marxiste. Il fonde l'APAO, l'Association pour l'architecture organique, qui fait de l'œuvre de Frank Lloyd Wright l'archétype privilégié de l'architecture moderne. En 1945, il publie Vers une architecture organique, le premier volet de sa trilogie sur l'architecture moderne.
En 1948, il devient professeur d'histoire de l'art à l'institut universitaire de Venise. La même année, il publie Apprendre à voir l'architecture, qui va être traduit dans une quinzaine de langues entre 1951 et 1985.
En 1950, il publie son Histoire de l'architecture moderne, qui fera autorité en Italie pendant une décennie. Cet ouvrage clôt sa trilogie sur l'architecture moderne, dont Manfredo Tafuri louait « l'immense portée historiographique ».
En 1955, il débute ses chroniques hebdomadaires dans le journal L'Espresso, et prend la tête de la revue spécialisée L'Architecture. Chroniques et histoire.
En 1963, il devient professeur à la faculté d'architecture de Rome. Il en démissionne avec fracas en 1979, en fustigeant « l'enseignement de masse » qui laisse selon lui les étudiants « en situation d'analphabétisme ». Face au manque de moyens et à la méthode qu'il juge réductrice d'Aldo Rossi, il préfère renoncer à sa position universitaire pour développer son activité éditoriale.
En 1987, il est élu député européen sous l'étiquette du Parti radical, un parti de centre-gauche pro-européen, et le reste jusqu'en 1992. Il devient par la suite président d'honneur du Parti radical, et le quitte peu avant sa mort, en 2000.

## Publications
- Verso un’architettura organica, Saggio sullo sviluppo del pensiero architettonico negli ultimi cinquant’anni, Turin, Einaudi, 1945
- Frank Lloyd Wright, Milan, Il Balcone, 1947
- Lezioni di storia dell’architettura italiana, Dal Paleocristiano al Gotico, vol. 1, Rome, Ferri, 1947
- E. Gunnar Asplund, Milan, Il Balcone, 1948
- Saper vedere l’architettura, Saggio sull’interpretazione spaziale dell’architettura, Turin, Einaudi, 1948
- Architettura e storiografia, Milan, Libreria Editrice Politecnica Tamburini, 1950
- Storia dell’architettura moderna, Turin, Einaudi, 1950
- Poetica dell’architettura neoplastica, Milan, Libreria Editrice Politecnica Tamburini, 1953
- Richard Neutra, Milan, Il Balcone, 1954
- Architectura in nuce, Venise-Rome, Istituto per la collaborazione culturale, 1960
- Saper vedere l'urbanistica, 1948-1997
- Il linguaggio moderno dell'architettura : alla ricerca di un codice anticlassico, Turin, 1973
- Leggere, scrivere, parlare architettura, 1997
- Storia e controstoria dell'architettura in Italia, 1ère éd. 1997

## Publications traduites en français
- Apprendre à voir l'architecture, Paris, Édition de Minuit, 1959
- Le langage moderne de l'architecture, Malakoff, Dunod, 2000
- Apprendre à voir la ville. Ferrare, la première ville moderne d'Europe, Marseille, Parenthèses, 2011
- Dialectes architecturaux, Nîmes, Éditions du Linteau, 2016
- Le langage moderne de l'architecture : pour une approche anticlassique, Marseille, Parenthèses, 2016